# 16号染色体三体性

16号染色体

16号染色体三体性是一种染色体异常，指存在三条16号染色体而非正常的两条16号染色体。 16号染色体三体所引发的16号染色体三体症是导致流产的最常见常染色体三体症，也是仅次于X染色体单体症的第二常见染色体异常原因。 大约6%的流产病例涉及16号染色体三体症。 这些流产大多发生在末次月经后的第8至15周之间。
如果所有细胞中都存在额外的16号染色体拷贝（完全性16号染色体三体症），胎儿无法存活至出生。 然而，具有遗传嵌合体形式拷贝16号染色体三体的胎儿则有可能在胎儿期存活并出生。

## 16号染色体
人类通常有两条16号染色体，分别从父母各继承一条。16号染色体占细胞内全部DNA的近3%。

## 筛查

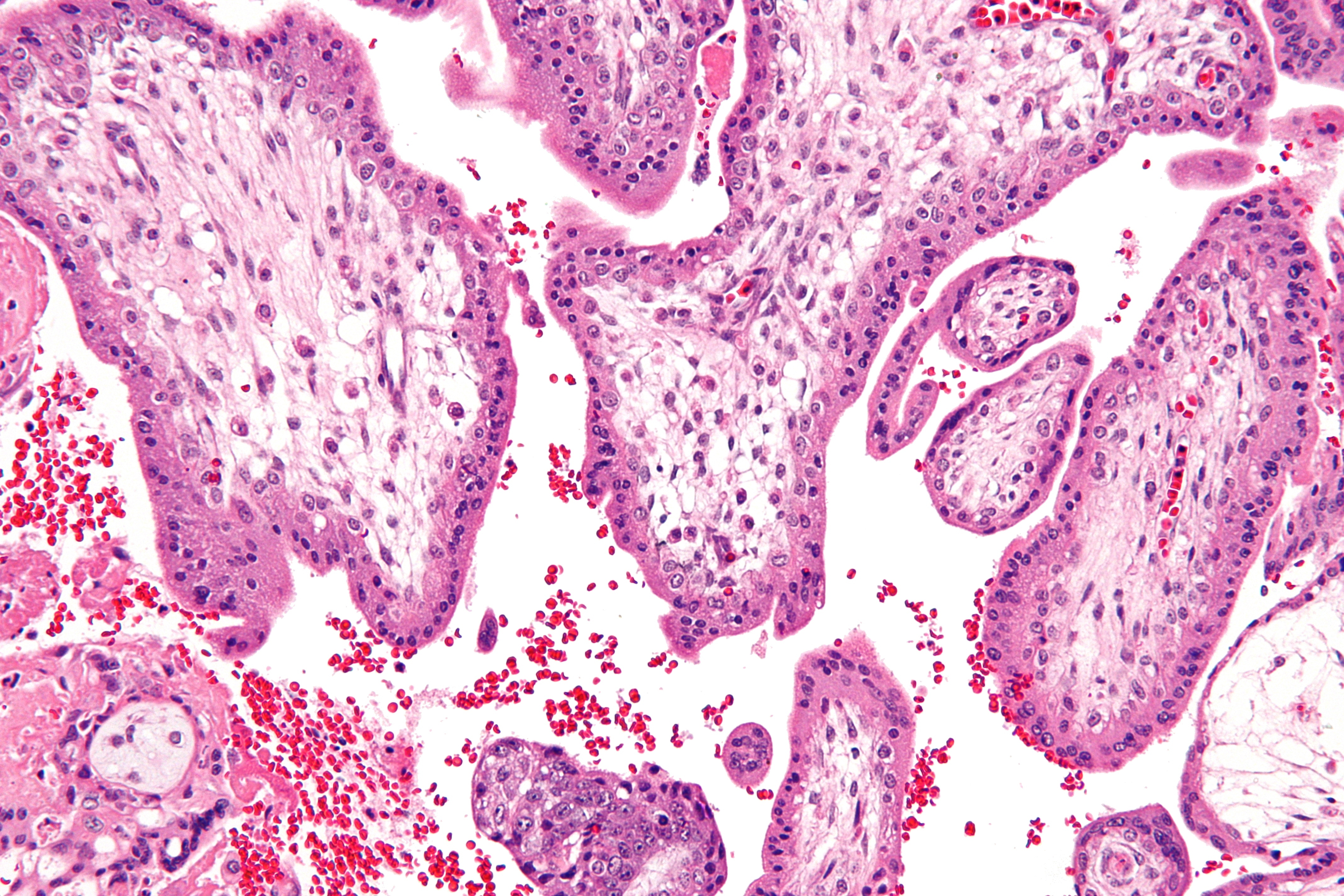
高倍显微镜下的绒毛膜绒毛——绒毛膜绒毛取样中采集的组织

在妊娠期间，女性可以通过绒毛膜绒毛取样和羊膜穿刺术进行筛查，以检测16号染色体三体症。随着非侵入性产前检测技术的发展，可以在侵入性技术之前利用高通量测序进行产前筛查。16号染色体三体症可能导致胎儿生长迟缓。

## 完全性16号染色体三体症
完全性16号染色体三体症与生命不相容，大多数情况下在妊娠的第一孕期导致流产。当所有细胞都含有额外的16号染色体拷贝时，就会发生完全性16号染色体三体症。

## 16号染色体三体嵌合体
16号染色体三体嵌合体是一种罕见的染色体疾病，与生命相容，婴儿可以存活并出生。当只有部分细胞含有额外的16号染色体拷贝时，就会出现16号染色体三体嵌合体。可能的后果之一是出生前的生长迟缓。

### 产前诊断
在产前诊断中，可以分析胎儿和胎盘组织中的三体症水平。这些水平可以用于预测16号染色体三体嵌合体妊娠的结果。在一项产前诊断的病例研究中，66%的胎儿存活至出生，平均妊娠周数为35.7周。约45%的新生儿存在畸形，最常见的畸形是室间隔缺损、房间隔缺损和尿道下裂。 然而，胎盘局限性的16号染色体三体症并不总是导致解剖学异常。